# Based on a True Story...
Based on a True Story... è l'ottavo album discografico in studio del musicista country statunitense Blake Shelton, pubblicato nel 2013 dalla Warner Bros. Records.

## Tracce
1. Boys 'Round Here (feat. Pistol Annies & Friends) – 4:48
2. Sure Be Cool If You Did – 3:35
3. Do You Remember – 3:29
4. Small Town Big Time – 3:50
5. Country on the Radio – 3:52
6. My Eyes (feat. Gwen Sebastian) – 3:10
7. Doin' What She Likes – 3:42
8. I Still Got a Finger – 3:38
9. Mine Would Be You – 3:59
10. Lay Low – 3:13
11. Ten Times Crazier – 3:03
12. Granddaddy's Gun – 3:34

## Classifiche
| Classifica (2013) | Posizione raggiunta |
| ----------------- | ------------------- |
| Stati Uniti       | 3                   |